# Grallaria
Grallaria é um género de aves da família Grallariidae.
Este género contém as seguintes espécies:
- Grallaria squamigera
- Grallaria gigantea
- Grallaria excelsa
- Tovacuçu-malhado, Grallaria varia
- Tovacuçu-corujinha, Grallaria guatimalensis
- Grallaria alleni
- Grallaria chthonia
- Grallaria haplonota
- Grallaria dignissima
- Tovacuçu-xodó, Grallaria eludens
- Grallaria bangsi
- Grallaria ruficapilla
- Grallaria kaestneri
- Grallaria watkinsi
- Grallaria andicola
- Grallaria rufocinerea
- Grallaria nuchalis
- Grallaria ridgelyi
- Grallaria carrikeri
- Grallaria flavotincta
- Grallaria hypoleuca
- Grallaria przewalskii
- Grallaria capitalis
- Grallaria erythroleuca
- Grallaria albigula
- Grallaria griseonucha
- Grallaria rufula
- Grallaria blakei
- Grallaria erythrotis
- Grallaria quitensis
- Grallaria milleri